# كمران ميرزا نياب السلطنة
كمران ميرزا نياب السلطنة، من مواليد 22 يوليو 1856، وتوفي بتاريخ 15 أبريل 1929، كان أميراً فارسياً من عائلة قاجار الحاكمة، والابن الثالث لناصر الدين شاه، تولى منصب القائد العام لقوات المسلحة الفارسية، وعُين وزيرا للحرب من عام 1880 إلى عام 1896، ومن عام 1906 إلى عام 1907، وكان رئيساً الوزراء.